# Badminton 2020
Die Höhepunkte des Badmintonjahres 2020 fanden vor allem in den ersten drei Monaten des Jahres statt, unter anderem die All England. Danach war die Saison durch Absagen aufgrund der COVID-19-Pandemie geprägt. Auch Olympia wurde in das Jahr 2021 verschoben.
== BWF World Tour 1000, 750, 500 und 300 ==
| Veranstaltung         | Report            | Herreneinzel      | Dameneinzel          | Herrendoppel                                   | Damendoppel                   | Mixed                                          |
| World Tour Finals     | World Tour Finals | World Tour Finals | World Tour Finals    | World Tour Finals                              | World Tour Finals             | World Tour Finals                              |
| --------------------- | ----------------- | ----------------- | -------------------- | ---------------------------------------------- | ----------------------------- | ---------------------------------------------- |
| BWF World Tour Finals | Report            | Anders Antonsen   | Tai Tzu-ying         | Lee Yang Wang Chi-lin                          | Lee So-hee Shin Seung-chan    | Dechapol Puavaranukroh Sapsiree Taerattanachai |
| Super 1000            |                   |                   |                      |                                                |                               |                                                |
| All England           | Report            | Viktor Axelsen    | Tai Tzu-ying         | Hiroyuki Endo Yuta Watanabe                    | Yuki Fukushima Sayaka Hirota  | Praveen Jordan Melati Daeva Oktavianti         |
| China Open            | -                 | abgesagt          | abgesagt             | abgesagt                                       | abgesagt                      | abgesagt                                       |
| Indonesia Open        | -                 | abgesagt          | abgesagt             | abgesagt                                       | abgesagt                      | abgesagt                                       |
| Yonex Thailand Open   | Report            | Viktor Axelsen    | Carolina Marín       | Lee Yang Wang Chi-lin                          | Greysia Polii Apriyani Rahayu | Dechapol Puavaranukroh Sapsiree Taerattanachai |
| Toyota Thailand Open  | Report            | Viktor Axelsen    | Carolina Marín       | Lee Yang Wang Chi-lin                          | Kim So-young Kong Hee-yong    | Dechapol Puavaranukroh Sapsiree Taerattanachai |
| Super 750             |                   |                   |                      |                                                |                               |                                                |
| Japan Open            | -                 | abgesagt          | abgesagt             | abgesagt                                       | abgesagt                      | abgesagt                                       |
| Denmark Open          | Report            | Anders Antonsen   | Nozomi Okuhara       | Marcus Ellis Chris Langridge                   | Yuki Fukushima Sayaka Hirota  | Mark Lamsfuß Isabel Herttrich                  |
| French Open           | -                 | abgesagt          | abgesagt             | abgesagt                                       | abgesagt                      | abgesagt                                       |
| Fuzhou China Open     | -                 | abgesagt          | abgesagt             | abgesagt                                       | abgesagt                      | abgesagt                                       |
| Malaysia Open         | -                 | abgesagt          | abgesagt             | abgesagt                                       | abgesagt                      | abgesagt                                       |
| Super 500             |                   |                   |                      |                                                |                               |                                                |
| Malaysia Masters      | Report            | Kento Momota      | Chen Yufei           | Kim Gi-jung Lee Yong-dae                       | Li Wenmei Zheng Yu            | Zheng Siwei Huang Yaqiong                      |
| Indonesian Masters    | Report            | Anthony Ginting   | Ratchanok Intanon    | Markus Fernaldi Gideon Kevin Sanjaya Sukamuljo | Greysia Polii Apriyani Rahayu | Zheng Siwei Huang Yaqiong                      |
| Singapore Open        | -                 | abgesagt          | abgesagt             | abgesagt                                       | abgesagt                      | abgesagt                                       |
| Korea Open            | -                 | abgesagt          | abgesagt             | abgesagt                                       | abgesagt                      | abgesagt                                       |
| Hong Kong Open        | -                 | abgesagt          | abgesagt             | abgesagt                                       | abgesagt                      | abgesagt                                       |
| India Open            | -                 | abgesagt          | abgesagt             | abgesagt                                       | abgesagt                      | abgesagt                                       |
| Super 300             |                   |                   |                      |                                                |                               |                                                |
| Thailand Masters      | Report            | Ng Ka Long        | Akane Yamaguchi      | Ong Yew Sin Teo Ee Yi                          | Chen Qingchen Jia Yifan       | Marcus Ellis Lauren Smith                      |
| Spain Masters         | Report            | Viktor Axelsen    | Pornpawee Chochuwong | Kim Astrup Anders Skaarup Rasmussen            | Greysia Polii Apriyani Rahayu | Kim Sa-rang Kim Ha-na                          |

## Jahresterminkalender
| Datum                    | Veranstaltung                                        | Ort                 | Typ                                          |
| ------------------------ | ---------------------------------------------------- | ------------------- | -------------------------------------------- |
| 7. - 12. Januar 2020     | Malaysia Masters                                     | Kuala Lumpur        | BWF Super 500                                |
| 9. - 12. Januar 2020     | Estonian International                               | Tallinn             | International Series                         |
| 14. - 19. Januar 2020    | Indonesian Masters                                   | Jakarta             | BWF Super 500                                |
| 16. - 19. Januar 2020    | Swedish Open                                         | Uppsala             | International Series                         |
| 16. - 19. Januar 2020    | Polish Juniors                                       | Przemyśl            | Junior International Series                  |
| 17. - 19. Januar 2020    | Polish Youth International                           | Medyka              | U9, U11, U13, U15                            |
| 18. - 19. Januar 2020    | Masters Cup Senior                                   | Moskau              | 70+, 80+, 90+, 100+, 110+ (sum of two years) |
| 21. - 26. Januar 2020    | Thailand Masters                                     | Bangkok             | BWF Super 300                                |
| 23. - 26. Januar 2020    | Iceland International                                | Reykjavík           | Future Series                                |
| 24. - 26. Januar 2020    | Swedish Juniors                                      | Uppsala             | Junior International Series                  |
| 24. - 26. Januar 2020    | Russian Youth International                          | Nischni Nowgorod    | U11, U13, U15                                |
| 24. - 26. Januar 2020    | Swedish Youth International                          | Uppsala             | BEC-U17                                      |
| 31. - 2. Februar 2020    | Stockholm Vintage                                    | Sollentuna          | Seniorensport                                |
| 6. - 9. Februar 2020     | Hungarian Juniors                                    | Pécs                | Junior International Series                  |
| 7. - 9. Februar 2020     | Spanish Youth Open                                   | Benalmádena         | U15, BEC-U17                                 |
| 10. - 16. Februar 2020   | Brazil Para-Badminton International                  | São Paulo           | Parabadminton                                |
| 11. - 16. Februar 2020   | Badminton-Mannschaftseuropameisterschaften           | Liévin              | BEC-Veranstaltung                            |
| 14. - 16. Februar 2020   | Badminton-U15-Europameisterschaft                    | Liévin              | BEC-Veranstaltung                            |
| 17. - 23. Februar 2020   | Peru Para-Badminton International                    | Lima                | Parabadminton                                |
| 18. - 21. Februar 2020   | France Youth Open                                    | Aire-sur-la-Lys     | BEC-U17                                      |
| 18. - 23. Februar 2020   | Spain Masters                                        | Barcelona           | BWF Super 300                                |
| 19. - 22. Februar 2020   | Austrian Open                                        | Wien                | International Challenge                      |
| 21. - 23. Februar 2020   | Italian Juniors abgesagt                             | Mailand             | Junior International Challenge               |
| 26. - 1. März 2020       | Dutch Juniors                                        | Haarlem             | Junior International Grand Prix              |
| 26. - 29. Februar 2020   | Slovak Open                                          | Trenčín             | Future Series                                |
| 3. - 8. März 2020        | German Open abgesagt                                 | Mülheim an der Ruhr | BWF Super 300                                |
| 4. - 8. März 2020        | German Juniors                                       | Berlin              | Junior International Grand Prix              |
| 10. - 15. März 2020      | Spanish Para Badminton International                 | Murcia              | Parabadminton                                |
| 11. - 15. März 2020      | All England Open Badminton Championships             | Birmingham          | BWF Super 1000                               |
| 12. - 14. März 2020      | Israel Juniors abgesagt                              | Rischon LeZion      | Junior International Series                  |
| 12. - 14. März 2020      | Israel Youth International abgesagt                  | Rischon LeZion      | U13, U15                                     |
| 12. - 15. März 2020      | KaBaL International abgesagt                         | Karviná             | International Series                         |
| 13. - 15. März 2020      | Polish Youth International abgesagt                  | Bieruń              | BEC-U17                                      |
| 17. - 22. März 2020      | Swiss Open abgesagt                                  | Basel               | BWF Super 300                                |
| 24. - 29. März 2020      | Orléans Masters abgesagt                             | Orléans             | BWF Super 100                                |
| 26. - 29. März 2020      | Polish Open abgesagt                                 | Krakau              | International Challenge                      |
| 2. - 5. April 2020       | Finnish Open abgesagt                                | Vantaa              | International Challenge                      |
| 31. - 5. April 2020      | Dubai Para Badminton International                   | Dubai               | Parabadminton                                |
| 11. - 13. April 2020     | JOT Youth International abgesagt                     | Edegem              | U11, U13, U15, BEC-U17                       |
| 7. - 12. April 2020      | Singapore Open abgesagt                              | Singapur            | BWF Super 500                                |
| 8. - 11. April 2020      | Dutch International abgesagt                         | Wateringen          | International Series                         |
| 9. - 11. April 2020      | Aros Junior Cup abgesagt                             | Viby                | U13, U15                                     |
| 17. - 19. April 2020     | Alpes International abgesagt                         | Voiron              | Junior International Series                  |
| 21. - 26. April 2020     | Badminton-Europameisterschaften abgesagt             | Kiew                | BEC-Veranstaltung                            |
| 2. - 3. Mai 2020         | Faroe Islands Juniors abgesagt                       | Tórshavn            | U13, U15                                     |
| 27. - 3. Mai 2020        | Uganda Para Badminton International                  | Kampala             | Parabadminton                                |
| 7. - 10. Mai 2020        | Denmark International abgesagt                       | Farum               | International Challenge                      |
| 8. - 10. Mai 2020        | Nordische Seniorenmeisterschaft abgesagt             | Stockholm           | Seniorensport                                |
| 13. - 16. Mai 2020       | Slovenian International abgesagt                     | Medvode             | International Series                         |
| 15. - 17. Mai 2020       | Glasgow Youth International abgesagt                 | Glasgow             | U13, U15                                     |
| 15. - 17. Mai 2020       | Austrian Senior Open abgesagt                        | St. Pölten          | Seniorensport                                |
| 22. - 24. Mai 2020       | Polish Youth Open abgesagt                           | Pszczyna            | BEC-U17                                      |
| 2. - 7. Juni 2020        | Australian Open abgesagt                             | Sydney              | BWF Super 300                                |
| 4. - 7. Juni 2020        | Lithuanian International abgesagt                    | Panevėžys           | Future Series                                |
| 4. - 7. Juni 2020        | German Youth Open abgesagt                           | Bergisch Gladbach   | BEC-U17                                      |
| 10. - 13. Juni 2020      | German International abgesagt                        | Bonn                | Future Series                                |
| 12. - 14. Juni 2020      | Hofsteig Youth International abgesagt                | Dornbirn            | U11, U13, U15, BEC-U17                       |
| 9. - 14. Juni 2020       | Canada Para Badminton International                  |                     | Parabadminton                                |
| 18. - 21. Juni 2020      | Styrian International abgesagt                       | Graz                | Future Series                                |
| 23. - 27. Juni 2020      | Badminton-Europapokal abgesagt                       | Białystok           | BEC-Veranstaltung                            |
| 23. - 28. Juni 2020      | US Open abgesagt                                     | Fullerton           | BWF Super 300                                |
| 30. - 5. Juli 2020       | Canada Open abgesagt                                 | Calgary             | BWF Super 100                                |
| 6. - 8. Juli 2020        | Bulgarian Juniors abgesagt                           | Chaskowo            | Junior International Series                  |
| 7. - 12. Juli 2020       | Russian Open abgesagt                                | Wladiwostok         | BWF Super 100                                |
| 16. - 19. Juli 2020      | Azerbaijan International abgesagt                    | Baku                | International Challenge                      |
| 16. - 19. Juli 2020      | All England Juniors abgesagt                         | Birmingham          | Junior International Series                  |
| 23. - 26. Juli 2020      | Polish Juniors abgesagt                              | Kędzierzyn-Koźle    | Junior International Series                  |
| 25. - 3. August 2020     | Olympische Spiele verlegt                            | Tokio               | Multisport-Veranstaltung                     |
| 31. - 2. August 2020     | Bulgarian Youth International abgesagt               | Chaskowo            | U13, U15, BEC-U17                            |
| 3. - 7. August 2020      | Badminton-Asienseniorenmeisterschaft                 | Colombo             | Seniorensport                                |
| 7. - 9. August 2020      | Bulgarian Juniors                                    | Pasardschik         | Junior International Series                  |
| 10. - 13. August 2020    | Bulgarian Open abgesagt                              | Sofia               | International Series                         |
| 11. - 16. August 2020    | Hyderabad Open abgesagt                              | Hyderabad           | BWF Super 100                                |
| 14. - 16. August 2020    | Refrath Cup abgesagt                                 | Refrath             | U15                                          |
| 18. - 23. August 2020    | Akita Masters abgesagt                               | Akita               | BWF Super 100                                |
| 25. - 30. August 2020    | Lingshui China Masters abgesagt                      | Lingshui            | BWF Super 100                                |
| 25. - 30. August 2020    | Vietnam Open abgesagt                                | Đà Nẵng             | BWF Super 100                                |
| 28. - 30. August 2020    | Latvia International verlegt                         | Jelgava             | Future Series                                |
| 28. - 30. August 2020    | Spanish Youth International abgesagt                 | Ibiza               | U13, U15, BEC-U17                            |
| 28. - 30. August 2020    | Irish Juniors abgesagt                               | Dublin              | Junior International Series                  |
| 1. - 6. September 2020   | Chinese Taipei Open abgesagt                         | Taipeh              | BWF Super 300                                |
| 2. - 6. September 2020   | Paralympics verlegt                                  | Tokio               | Parabadminton                                |
| 3. - 6. September 2020   | Kharkiv International abgesagt                       | Charkiw             | International Series                         |
| 4. - 6. September 2020   | Lithuanian Juniors                                   | Vilnius             | Junior International Series                  |
| 11. - 12. September 2020 | Latvia Youth International                           | Sigulda             | BEC-U17                                      |
| 11. - 13. September 2020 | Slovenian Juniors                                    | Mirna               | Junior International Series                  |
| 8. - 13. September 2020  | Korea Open abgesagt                                  | Seoul               | BWF Super 500                                |
| 9. - 12. September 2020  | Belgian International abgesagt                       | Löwen               | International Challenge                      |
| 15. - 20. September 2020 | China Open abgesagt                                  | Changzhou           | BWF Super 1000                               |
| 17. - 20. September 2020 | Polish International abgesagt                        | Rzeszów             | International Series                         |
| 18. - 20. September 2020 | Belgian Juniors abgesagt                             | Herstal             | Junior International Series                  |
| 18. - 20. September 2020 | Slovak Youth International U13                       | Trenčín             | U13, BEC-U17                                 |
| 22. - 27. September 2020 | Japan Open abgesagt                                  | Yokohama            | BWF Super 750                                |
| 23. - 26. September 2020 | Croatian International abgesagt                      | Zagreb              | Future Series                                |
| 23. - 26. September 2020 | Spanish International abgesagt                       | Madrid              | International Challenge                      |
| 25. - 27. September 2020 | Zagreb Youth Open abgesagt                           | Zagreb              | U9, U11, U13, U15, BEC-U17                   |
| 1. - 3. Oktober 2020     | Czech Youth International verlegt                    | Český Krumlov       | BEC-U17                                      |
| 2. - 4. Oktober 2020     | Bulgarian International                              | Sofia               | Future Series                                |
| 2. - 4. Oktober 2020     | Spanish Juniors verlegt                              | Oviedo              | Junior International Series                  |
| 2. - 4. Oktober 2020     | Cyprus Juniors verlegt                               | Engomi              | Junior International Series                  |
| 28. - 30. September 2020 | Bulgarian Open U17 abgesagt                          | Pasardschik         | BEC-U17                                      |
| 29. - 4. Oktober 2020    | Indonesia Masters Super 100 abgesagt                 |                     | BWF Super 100                                |
| 5. - 11. Oktober 2020    | Parabadminton-Europameisterschaft                    |                     | Parabadminton                                |
| 6. - 11. Oktober 2020    | Dutch Open abgesagt                                  | Almere              | BWF Super 100                                |
| 8. - 11. Oktober 2020    | Cyprus International abgesagt                        | Nicosia             | Future Series                                |
| 8. - 11. Oktober 2020    | German Ruhr U19 International abgesagt               | Mülheim an der Ruhr | Junior International Series                  |
| 8. - 11. Oktober 2020    | German Ruhr Youth International abgesagt             | Mülheim an der Ruhr | BEC-U17                                      |
| 13. - 18. Oktober 2020   | Denmark Open                                         | Odense              | BWF Super 750                                |
| 14. - 17. Oktober 2020   | Ukraine Juniors abgesagt                             | Dnipro              | Junior International Series                  |
| 15. - 18. Oktober 2020   | Czech Open abgesagt                                  | Brno                | International Series                         |
| 16. - 18. Oktober 2020   | Croatian Juniors abgesagt                            | Dubrovnik           | Junior International Series                  |
| 16. - 18. Oktober 2020   | Austrian Youth International abgesagt                | Mödling             | BEC-U17                                      |
| 20. - 25. Oktober 2020   | New Zealand Open abgesagt                            | Auckland            | BWF Super 300                                |
| 20. - 25. Oktober 2020   | French Open abgesagt                                 | Paris               | BWF Super 750                                |
| 20. - 25. Oktober 2020   | Denmark Masters abgesagt                             | Odense              | BWF Super 750                                |
| 21. - 24. Oktober 2020   | Israel International abgesagt                        | Chazor Aschdod      | Future Series                                |
| 23. - 25. Oktober 2020   | Finnish Juniors abgesagt                             | Espoo               | Junior International Series                  |
| 23. - 25. Oktober 2020   | Finnish Youth International                          | Espoo               | U11, U13, U15, U17                           |
| 23. - 25. Oktober 2020   | Lithuanian Youth International                       | Vilnius             | BEC-U17                                      |
| 27. - 1. November 2020   | SaarLorLux Open                                      | Saarbrücken         | BWF Super 100                                |
| 27. - 1. November 2020   | Macau Open abgesagt                                  | Macau               | BWF Super 300                                |
| 28. - 31. Oktober 2020   | Hungarian International abgesagt                     | Budaörs             | International Series                         |
| 29. - 7. November 2020   | Badminton-Junioreneuropameisterschaft                | Lahti               | BEC-Veranstaltung                            |
| 30. - 1. November 2020   | Adria Youth International abgesagt                   | Opatija             | U9, U11, U13, U15, BEC-U17                   |
| 31. - 1. November 2020   | Adria Masters abgesagt                               | Opatija             | Seniorensport                                |
| 3. - 8. November 2020    | Fuzhou China Open abgesagt                           | Fuzhou              | BWF Super 750                                |
| 5. - 8. November 2020    | Portugal International verlegt                       | Caldas Da Rainha    | International Series                         |
| 5. - 8. November 2020    | Norwegian International abgesagt                     | Sandefjord          | International Series                         |
| 5. - 8. November 2020    | Swedish Youth Games abgesagt                         | Malmö               | U13, U15, BEC-U17                            |
| 10. - 15. November 2020  | Hong Kong Open abgesagt                              | Hongkong            | BWF Super 500                                |
| 11. - 14. November 2020  | Irish Open abgesagt                                  | Dublin              | International Series                         |
| 12. - 15. November 2020  | Turkey Youth Open abgesagt                           | Ankara              | BEC-U17                                      |
| 13. - 15. November 2020  | Czech Juniors abgesagt                               | Orlová              | Junior International Series                  |
| 16. - 22. November 2020  | Welthochschulmeisterschaft abgesagt                  | Bangkok             | Hochschulsport                               |
| 17. - 22. November 2020  | Indonesia Open abgesagt                              | Jakarta             | BWF Super 1000                               |
| 17. - 22. November 2020  | Syed Modi International abgesagt                     | Lucknow             | BWF Super 300                                |
| 19. - 22. November 2020  | Scottish Open abgesagt                               | Glasgow             | International Challenge                      |
| 19. - 22. November 2020  | Slovenia Future Series abgesagt                      | Brežice             | Future Series                                |
| 19. - 22. November 2020  | Serbian Youth International verlegt                  | Novi Sad            | U9, U11, U13, U15                            |
| 19. - 22. November 2020  | Russian Juniors abgesagt                             | Gattschina          | Junior International Series                  |
| 19. - 22. November 2020  | Russian Youth International abgesagt                 | Gattschina          | BEC-U17                                      |
| 20. - 22. November 2020  | Slovak Juniors abgesagt                              | Trenčín             | Junior International Series                  |
| 20. - 22. November 2020  | Slovak Youth International abgesagt                  | Trenčín             | U15                                          |
| 20. - 22. November 2020  | Serbian Youth International verlegt                  | Novi Sad            | BEC-U17                                      |
| 24. - 29. November 2020  | Malaysia Open abgesagt                               | Kuala Lumpur        | BWF Super 750                                |
| 24. - 29. November 2020  | Korea Masters abgesagt                               | Gwangju             | BWF Super 300                                |
| 25. - 28. November 2020  | Welsh International abgesagt                         | Cardiff             | International Series                         |
| 25. - 29. November 2020  | St. Petersburg White Nights abgesagt                 | Gattschina          | International Challenge                      |
| 27. - 29. November 2020  | Medvode Youth International abgesagt                 | Medvode             | BEC-U17                                      |
| 28. - 29. November 2020  | Portuguese Juniors                                   | Caldas da Rainha    | Junior International Series                  |
| 1. - 6. Dezember 2020    | Thailand Open abgesagt                               | Bangkok             | BWF Super 500                                |
| 3. - 6. Dezember 2020    | Italian International abgesagt                       | Mailand             | International Challenge                      |
| 4. - 6. Dezember 2020    | Estonian Juniors abgesagt                            | Tartu               | Junior International Series                  |
| 4. - 6. Dezember 2020    | Estonian Youth International                         | Tartu               | U11, U13, U15                                |
| 4. - 6. Dezember 2020    | Youth International Nouvelle-Aquitaine abgesagt      | Bordeaux            | U11, U13, U15                                |
| 4. - 6. Dezember 2020    | Estonian Youth International abgesagt                | Tartu               | BEC-U17                                      |
| 4. - 6. Dezember 2020    | French Youth International abgesagt                  | Talence             | BEC-U17                                      |
| 9. - 12. Dezember 2020   | Badminton-Mannschaftseuropameisterschaften, 1. Runde | verschiedene Orte   | BEC-Veranstaltung                            |
| 10. - 13. Dezember 2020  | Turkey Juniors abgesagt                              | Ankara              | Junior International Series                  |
| 11. - 13. Dezember 2020  | Cyprus Youth International abgesagt                  | Nicosia             | BEC-U17                                      |
| 8. - 13. Dezember 2020   | India Open abgesagt                                  | Neu-Delhi           | BWF Super 500                                |
| 14. - 17. Dezember 2020  | Turkey Open abgesagt                                 | Ankara              | International Series                         |
| 18. - 20. Dezember 2020  | Danish Junior Cup verlegt, abgesagt                  | Gentofte            | Junior International Series, BEC-U17         |
| 28. - 29. Dezember 2020  | Carlton Youth International                          | Hoensbroek          | BEC-U17                                      |